# Kishla din Ierusalim

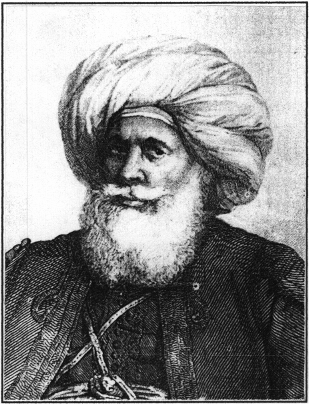
Muhammad Ali, viceregele Egiptului, care a ridicat clădirea Kishlei

Kishla (arabă لإسلا și ebraică קישלה , din cuvântul turc kıșla,care se citește kâșlá, „iernatic”, „adăpost de iarnă”) este denumirea casei de arest ridicate în Orașul Vechi al Ierusalimului în timpul dominației otomane. Clădirea este alipită înspre sud Turnului lui David, la limita Cartierului armean, și servește în prezent o stație a poliției districtului Ierusalim din Israel.
Denumirea Kishla era aplicată caselor de arest în diverse localități de pe cuprinsul Imperiului Otoman. În Israel mai sunt cunoscute, între altele, Kishla din Jaffa și cea din Nazaret.

## Clădirea
Kishla din Ierusalim este o clădire pătrată, având o curte interioară neacoperită, asemănătoare construcției unui han. Ea are două etaje, cel inferior fiind cu mult mai înalt decât celalalt. Partea de vest a clădirii se sprijină pe zidul cetății, construit în epoca otomană. Cea de nord e mărginită de șanțul de apărare al Turnului lui David; partea de est este orientată spre Orașul vechi, iar cea de sud spre periferia Cartierului armean al Ierusalimului. Intrarea în edificiu se face printr-o poartă stilizată.

## Istoria
Kishla a fost ridicată în anii 1830 de către Muhammad Ali pașa, viceregele Egiptului, și fiul său Ibrahim pașa, pentru a servi ca reședință de vară. Amplasarea aleasă, în preajma Turnului lui David, înăuntrul zidurilor Ierusalimului, nu era întâmplătoare, deoarece în acea vreme ei se revoltaseră împotriva sultanului și a autorității centrale din Istanbul și voiau să-și asigure securitatea în caz de nevoie.

### Numele
După terminarea dominației lui Mohammad Ali și a fiului său Ibrahim în Palestina, clădirea a deservit drept cazarmă pentru soldații otomani care păzeau orașul și drept închisoare. Semnificația inițială a cuvântului kıșla în limba turcă era „cazarmă”. Bătrânii orașului povesteau că în vreme de răzmerițe locale, militarii turci strigau către mulțime „Kıșla!kıșla!” în sensul de „La închisoare cu voi!”

### Utilizarea clădirii până în zilele noastre
După căderea Ierusalimului în mâinile armatei britanice în anul 1917 clădirea a continuat să slujească drept închisoare, la fel și în timpul administrației iordaniene între 1948-1967. După reunirea orașului sub administrația Israelului, s-a decis continuarea traditiei, și folosirea edificiului pentru a găzdui servicii ale poliției.
Kishla deservește comandamentul poliției din zona sensibilă a Orașului Vechi și a „Orașului lui David”, cu complexitățile situației locale, din punct de vedere politic, religios și demografic.

### Descoperiri arheologice

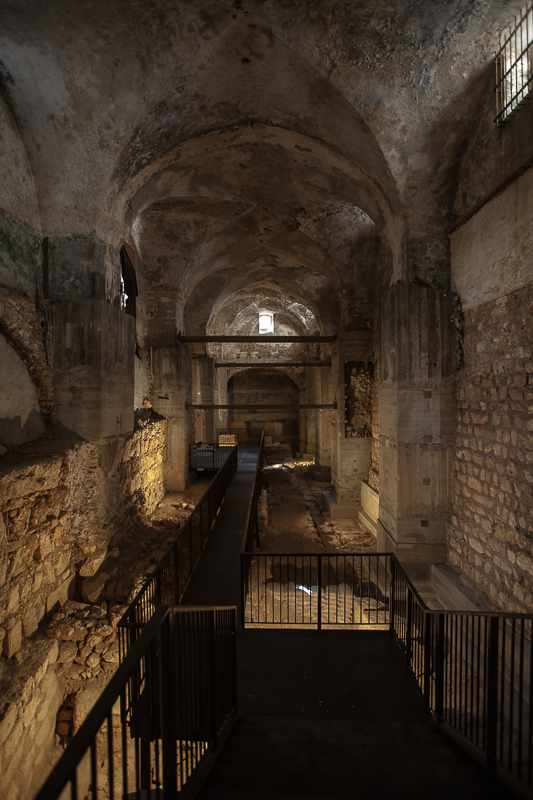
Ziduri presupuse ca aparținând palatului lui Irod cel Mare în excavațiile arheologice dedesubtul clădirii Kishlei din Ierusalim

Kishla se află pe locul unde, după surse istorice, s-ar fi ridicat palatul regelui Irod cel Mare (Hordos sau Herodes) în secolul I î.H. La începutul secolului XXI au fost inițiate săpături în clădirea cea lungă lipită de zidul cetății, și care servea celulelor de arest.
Au fost cu acest prilej descoperite ziduri masive, care au fost identificate aproape cu certitudine ca aparținând palatului herodian și au confirmat pentru prima dată această ipoteză istorică.